# 蛾人間モスマン
『蛾人間モスマン』（がにんげんもすまん、原題: Mothman）は、2010年のアメリカ合衆国のテレビ映画である。

## あらすじ
キャサリンとその友人たちは大学の卒業記念としてある湖にキャンプに来た。その夜、彼らは誤ってその一人を溺死させてしまったが、自分たちの将来を守るため、事故を偽装してその場をしのいだ。
それから10年、新聞記者になったキャサリンは、「モスマン・フェスティバル」の取材のために故郷に戻ってきた。キャサリンはあの夜以来会っていなかった友人たちと再会するが、彼らは一人、また一人と謎の死を遂げていく。
それは、ポイントプレザントの街に伝説として語り継がれている怪物モスマンの仕業だった。

## キャスト
| 役名                 | 俳優                   | 日本語吹替 |
| -------------------- | ---------------------- | ---------- |
| キャサリン・グラント | ジュエル・ステイト     | 内川藍維   |
| デレク・カーペンター | コナー・フォックス     | 佐藤芳洋   |
| ミンディ             | スージー・アブロマイト | 大井麻利衣 |
| ジャレッド           | マイケル・アイルス     | 飯田荘平   |
| ケイシー             | マティ・フェラーロ     | 本田裕之   |
| フランク             | ジェリー・レッギオ     | 田坂浩樹   |
| ディンキンズ町長     | ウォレス・マーク       | 板取政明   |
| リチャード           | T・W・レシュナー       | 笠羽翔悟   |
| サリー               | ジェス・シルヴィア     |            |

- その他の声の出演：中村桜／喜代原まり／山本翔／乃一智子／山本篤史